# Basa de Mantinea

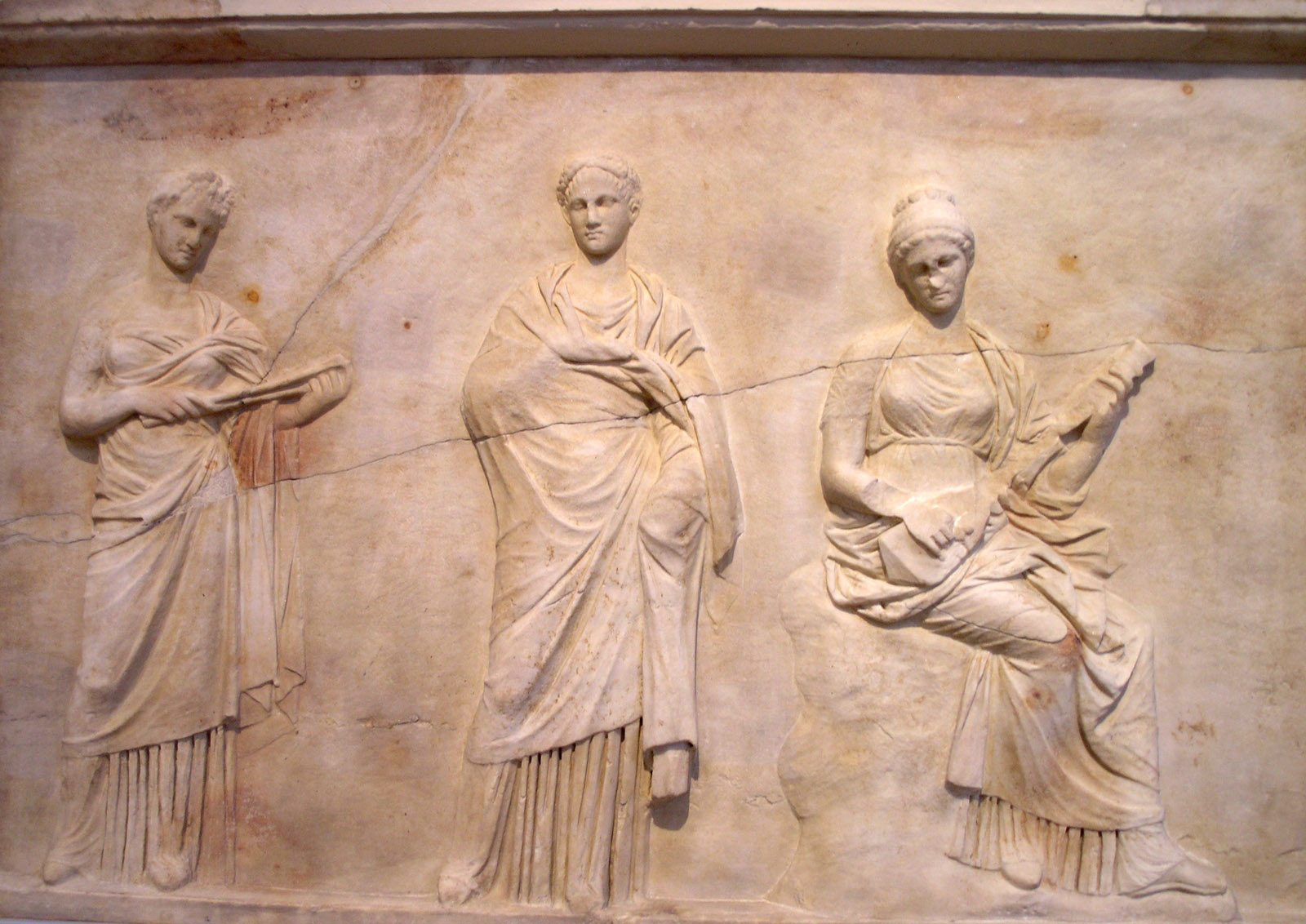
Placa que representa a tres de las nueve musas, sujetando sus instrumentos musicales y rollos de pergamino (MNA 215).

La basa de Mantinea es un conjunto de tres placas esculpidas en bajorrelieve, descubiertas en 1887 en el emplazamiento de la antigua ciudad griega de Mantinea, en Arcadia. Probablemente constituían la decoración de la basa de una estatua. La primera de ellas representa a Apolo, Marsias y un sileno, y cada una de las otras dos a un grupo de tres musas.  Se atribuyen al escultor Praxíteles o a algún artista de su taller. Actualmente se conservan en el Museo Arqueológico Nacional de Atenas con los números de inventario MNA 215, MNA 216 y MNA 217.

## Descripción
El 11 de agosto de 1887, durante unas excavaciones realizadas en Mantinea por la Escuela Francesa de Atenas, el arqueólogo Gustave Fougères descubrió tres placas que habían sido reutilizadas en el pavimento de una iglesia bizantina. La parte superior estaba desgastada por el paso de los fieles, pero el lado colocado contra el terreno conservaba aún una decoración escultórica en buen estado. Fueron enviadas inmediatamente al Museo Arqueológico Nacional de Atenas, donde fueron restauradas.

### Características generales
Las placas están realizadas con mármol blanco, inicialmente identificado como mármol de Doliana, cerca de Tegea, y actualmente reconocido como mármol pentélico. Las tres planchas son de dimensiones muy similares: el panel MNA 216 mide 1,35 metros de ancho por 0,96 metros de alto, y los paneles MNA 215 y 217 tienen 1,36 metros de anchura por 0,96 y 0,98 metros de altura respectivamente. Sus espesores varían entre los 8 y los 12 centímetros. Las tres placas presentan la misma decoración: en la zona superior, una moldura redondeada en equino coronada por una banda plana y en la parte inferior, una moldura cóncava y una banda plana. Cada panel presenta tres agujeros de sellado realizados en el mismo lugar. Estas características similares permiten deducir que pertenecían al mismo monumento.
En cada placa se representan tres figuras que destacan sobre un fondo liso. Están simplemente yuxtapuestas, sin una búsqueda particular de una composición.

### Apolo y Marsias (MNA 216)

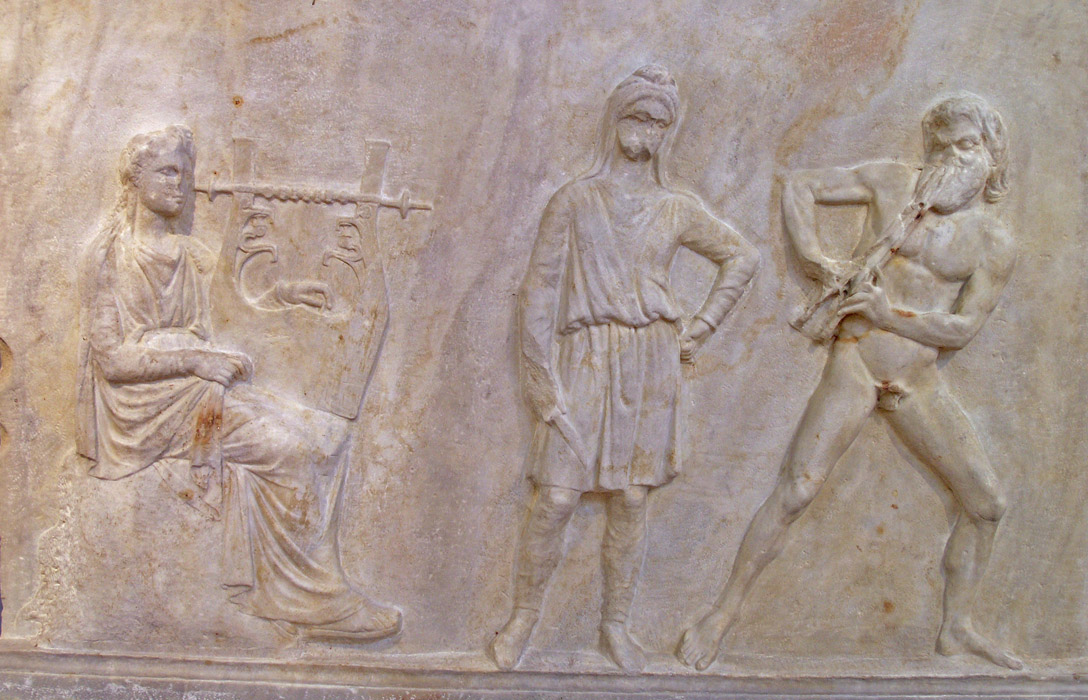
De izquierda a derecha: Apolo, un sirviente y Marsias (MNA 216).

La figura de la izquierda representa al dios Apolo sentado, con los cabellos largos, vestido con un quitón y un himatión y sosteniendo con su mano izquierda una cítara que descansa sobre la rodilla izquierda. Con la mano derecha recoge un faldón de su himatión. A la derecha aparece el sátiro Marsias con barba, la pierna izquierda doblada y la derecha extendida, tocando el aulós o doble flauta. Enmedio, un hombre de pie y también con barba, cubierto con una especie de gorro frigio y vestido con un quitón y con un anaxiride o pantalón oriental, sostiene un cuchillo en la mano. Basándose en la identificación de los dos primeros personajes, se reconoce al tercero como el sirviente que desolló a Marsias al final del concurso musical donde se enfrentó a Apolo y que finalmente perdió el sátiro.

### Las Musas (MNA 215 y 217)

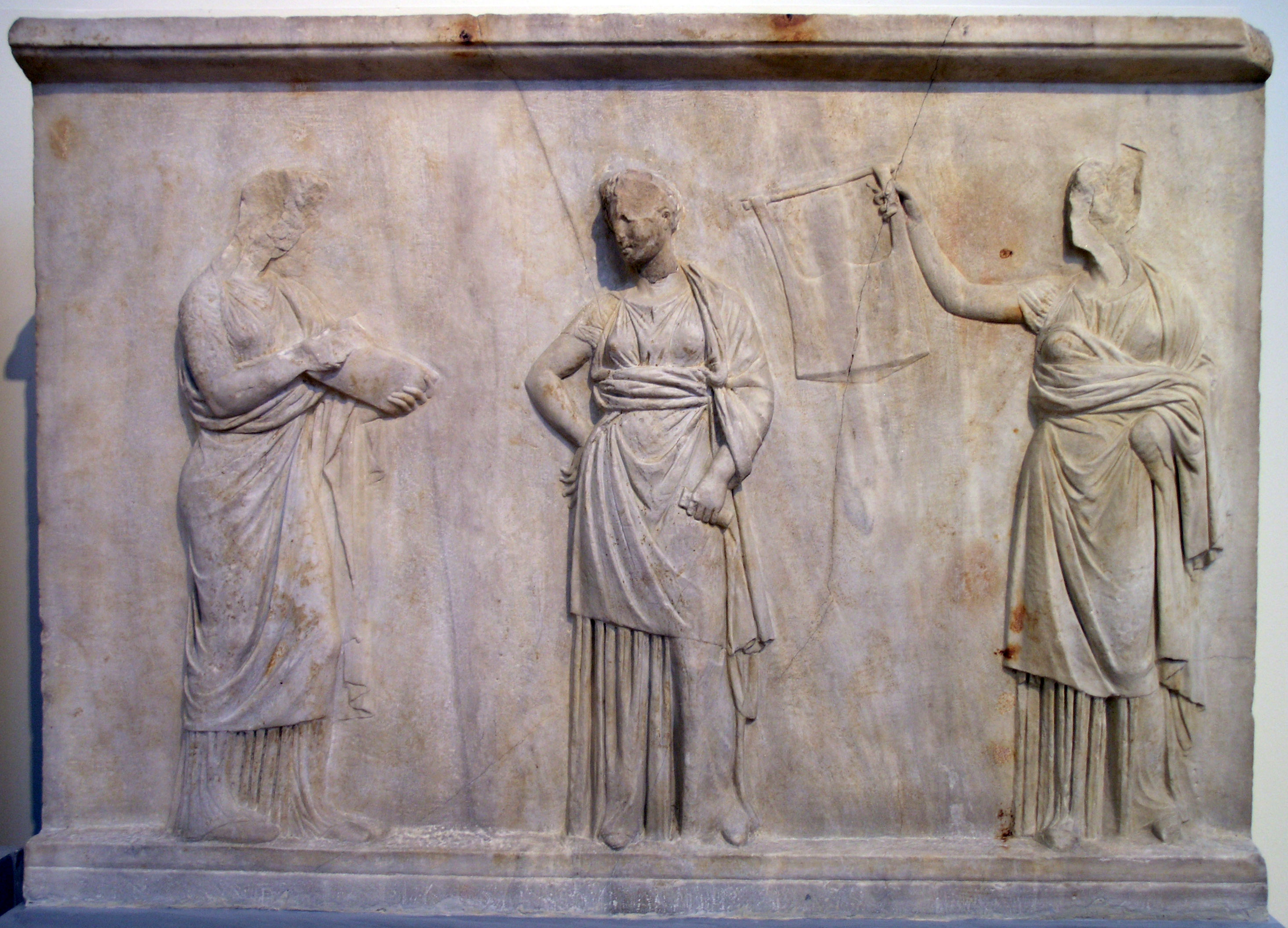
Tres musas con instrumentos musicales (MNA 217).

Las otras dos placas representan a las musas, quienes eran, según algunas versiones del mito de Marsias, las juezas del concurso. La placa MNA 215 muestra un primer grupo de tres musas. La de la izquierda lleva un aulos, la del centro sujeta los faldones de su himatión con los que se cubre y la de la derecha está sentada y toca un pequeño instrumento de cuerda, posiblemente una mandolina o un tricordio. En la placa MNA 217, la musa de la izquierda sujeta un pergamino extendido, la del centro sostiene otro enrollado en su mano izquierda y la de la derecha levanta de su mano derecha una kithara. Según la tradición, había un total de nueve musas en la época clásica, con lo que se deduce que faltaría una cuarta placa que representaría un tercer grupo de tres musas.

## Atribución

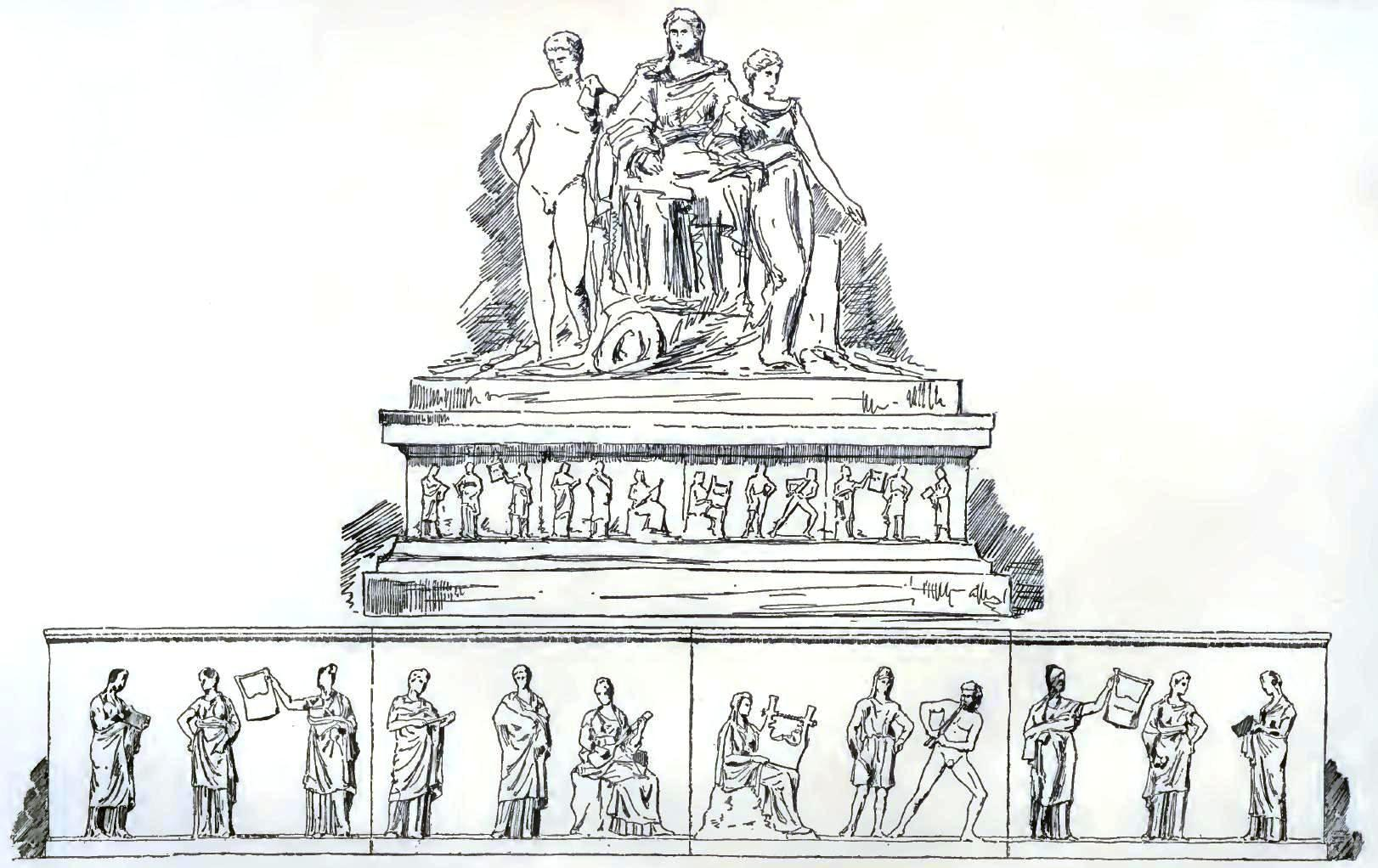
Reconstrucción hipotética de las placas para forzar a que coincidan con la descripción de Pausanias.

Durante la publicación del descubrimiento, Fougères propuso que las tres placas constituían tres de los lados de un pedestal rectangular decorado con bajorrelieves. Esta hipótesis fue realizada sobre la base de un pasaje de la obra de Pausanias quien, durante su visita a Mantinea, describió «un santuario de Leto y sus hijos; es Praxíteles quien realizó las estatuas, dos generaciones después Alcámenes; sobre su base se esculpieron una musa y un Marsias tocando el aulos»
El texto, tal y como fue transmitido, menciona a una sola musa (Μοῦσα). Esto presenta un problema, puesto que se conocen representaciones de Marsias tocando la flauta ante una ménade, pero no se sabe de ninguna tocando delante de una sola musa. Para resolver este inconveniente se sugirió una confusión de Pausanias, conocido por sus descripciones bastante imprecisas, quien habría tomado a Apolo por una musa. Parece ser que este mismo error habría sido también cometido por los descubridores de las tres placas cuando fueron encontradas. Fougères propuso sustituir Μοῦσα por Μοῦσαι, en plural, corrección que se aceptó por consenso a partir de ese momento.
La principal objeción a esta hipótesis se relaciona con la restitución propuesta para la basa: la placa de Apolo y Marsias estaría en el frente y las de las musas a los lados. Esto crearía una superficie de 1,36 x 1,36 metros, que sería insuficiente para albergar las tres estatuas citadas por Pausanias. Las tres planchas podrían haberse alineado una al lado de la otra, con Apolo y Marsias en el centro y las musas a los lados, pero no quedan huellas de ningún elemento de conexión de los paneles con sus lados, lo cual no apoya la defensa de esta teoría. Se ha sugerido que las tres placas formarían parte de la decoración de una plataforma que acogería a los competidores de los concursos de música que tenían lugar cada año, según Polibio, en Arcadia. De hecho, una de las cabezas de las musas de la placa MNA 217 fue descubierta en las ruinas del teatro. Sin embargo, esta reconstrucción no ha sido respaldada por ninguna otra prueba arqueológica.